# 霍凱揚
霍凱揚（1997年5月1日—），網名HooHeeHaa，是一名中国大陆的电子游戏玩家和网络视频制作者，为游戏《都市：天際線》中「仿真廣州」作品的作者。

## 生平
霍凱揚1997年5月1日出生於廣州。他初中就讀於廣州外國語學校，在初中期間取得了法語知識測試（TCF）A1證書。2012年，霍凱揚中考考入廣州市執信中學，高中期間擔任过執信中學小語種社負責法語的副社長和班級的英語科代表。
2015年6月8日，霍凱揚参加完高考走出考场大門时，被廣東廣播電視台新聞頻道《新聞最前線》記者攔下，詢問考完的感受。他回覆道，“如果愛情能有英語那麼簡單就好了。我在想以後，這只是一個新的開始，這不是解放，我現在終於有時間可以學我喜歡的東西。”當晚第一句話就在新浪微博上爆紅，以此事“愛情英語論”為主題的話題#一個有故事的學霸#登上微博熱搜，轉發量達4萬次。三天後霍凱揚接受記者訪問，表示自己當初對爆紅接受不了，但後來也慢慢接受了。最終霍凱揚英語得141分，總分645分，全省理科排名5067名，但他對分數不太滿意。
霍凱揚考入了廣東外語外貿大學西班牙語專業，在校期間曾以150的高分獲得“廣外第十二屆學術節之藝術知識競賽”第一名。之後前往香港科技大學攻讀环球中国研究硕士项目，2019年作為交換生前往西班牙學習，2020年畢業。他在早前的采访中透露，他已考取教师资格证并希望成為一名語言專業的教师，同时有遊戲公司聯絡他希望他入職。现时，他在深圳的丝路视觉科技股份有限公司从事“3D场景地编师”的工作。

## 作品
霍凱揚從小就對城市建設相關感興趣。2016年，他開始接觸城市建造遊戲《都市：天際線》。
2017年，他從還原廣州南站開始，在遊戲《都市：天際線》中按照1:2的比例還原廣州。他先將廣州的灰度地形圖導入，之後根據廣州的衛星地圖來規劃路網，并劃分不同的片區。然後他在片區內尋找主要的地標性建築，用手機拍下相應的參考圖，再通過立體貼圖以及做舊、微調等形式重新建模，或在網路上找與其相符或相似的模型。他使用軟體Blender进行建模，製作時需考慮建築的知名度、歷史情形與美觀度等因素，力求盡量在遊戲中還原廣州的街景。最後在遊戲中放置建築。除此以外，他也做實驗研究城市塞車的問題原因與解決方案，思考廣州市的産業政策以及财政政策。截至2021年3月，海珠區、越秀區、天河區和荔灣區四個區的模型基本搭建完成，遊戲內人口達26萬，每天出沒在交通線路上的行人及車輛則有6萬左右。2022年2月，游戏内的“广州城”已经拥有30万常住人口，建筑区域达20多平方公里，涉及建筑28000多座。
霍凱揚的作品出現在影片《天際線裡的中國》一二季中，其中第二季的影片獲得過廣東共青團的推薦，影片在哔哩哔哩的點閱數超過18萬。2021年3月，他將自己用遊戲還原出的廣州剪接成一條影片，發布一天後登上B站首頁，观看次数達到147萬。荔灣區的有关部门以及广州广播电视台都有意使用霍凱揚的“仿真廣州”作品，制作一條旅遊宣傳影片。2021年10月，他的作品入选广州市城市形象系列宣传片的展播名单，他也參與廣州了城市宣傳片的發布會。2022年2月，他接受采访时透露将把视频翻译成英语、西班牙语、法语等不同版本。

## 轶事
霍凱揚因“如果愛情能有英語那麼簡單就好了”言論走紅後回覆記者提問時表示，他認為英語是積累的，越積累就越高，但愛情是螺旋曲折的。2021年3月他接受《今日最新聞》記者專訪，表示自己認為愛情不能像外語、建模一樣自己掌控。他又表示愛情雙方都應該互相尊重，不要強加於人。

## 外部連結
- HooHeeHaa的哔哩哔哩个人空间